# David Moss - take me away
David Moss - take me away er en dansk dokumentarfilm fra 1989, der er instrueret af Lars Movin.

## Handling
Interview og koncertoptagelse med New York-trommeslageren David Moss fra en aften i Odense, efteråret 1988. Siden han forlod den traditionelle jazz i begyndelsen af 1970'erne, har David Moss arbejdet på at skabe sit eget univers af sang og trommer. Den musik, han er nået frem til, henter elementer fra såvel rock og jazz som fra moderne kompositioner.